# Glyptopimpla watanabei
Glyptopimpla watanabei là một loài tò vò trong họ Ichneumonidae.